# Верцино
Верцино (итал. Verzino) је насеље у Италији у округу Кротоне, региону Калабрија.
Према процени из 2011. у насељу је живело 1803 становника. Насеље се налази на надморској висини од 578 м.

## Становништво
| 1931. | 1936. | 1951. | 1961. | 1971. | 1981. | 1991. | 2001. | 2011. |
| ----- | ----- | ----- | ----- | ----- | ----- | ----- | ----- | ----- |
| 1.700 | 1.953 | 2.558 | 3.035 | 3.050 | 2.920 | 2.690 | 2.373 | 1.979 |